# سرمایه‌داری نظارتی

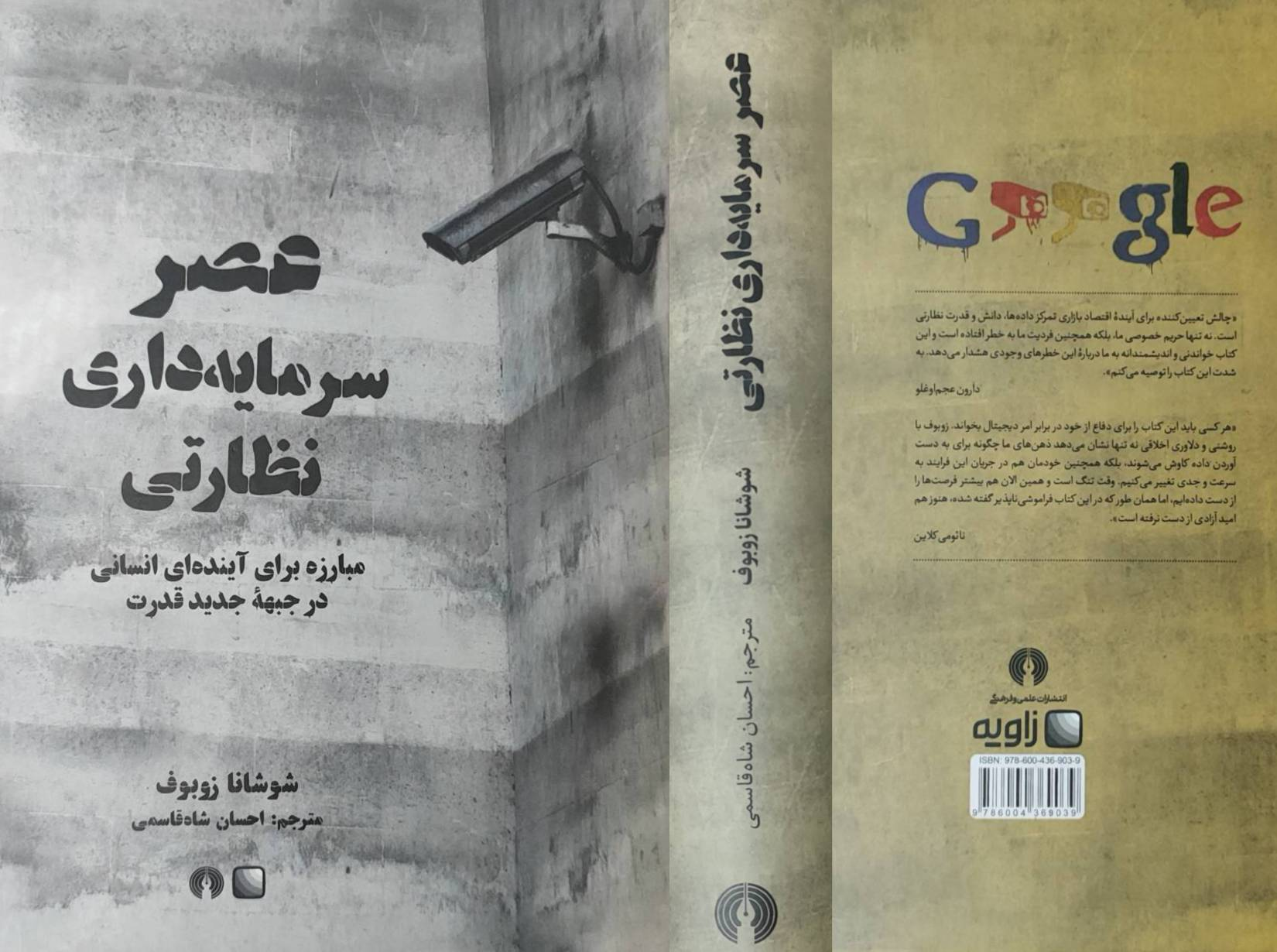
کتاب «عصر سرمایه‌داری نظارتی»

سرمایه‌داری نظارتی (مراقبتی) تعریف‌های گوناگونی دربارهٔ رفتار کالاگونه با داده شخصی دارد. از سال ۲۰۱۴ (میلادی) تاکنون، روان‌شناس اجتماعی، شوشانا زوبُف، از این عبارت استفاده کرده و کاربرد آن را گسترش داده است. زوبف بیان می‌کند که سرمایه‌داری نظارتی، به‌صورت یک‌جانبه، ادعای مالکیت تجربهٔ انسانی به منزلهٔ مواد خام برای ترجمه به داده‌های رفتاری را دارد.

## گوگل و سرمایه‌داری نظارتی
گوگل، سرمایه‌داری نظارتی را نوآورد کرد و به کمال رساند؛ دقیقاً به همان روشی که یک سده پیش، جنرال موتورز، سرمایه‌داری مدیریتی را نوآورد کرد و به کمال رساند. گوگل در فکر و کردار، پیشرو سرمایه‌داری نظارتی بوده است؛ گوگل جیبی گشاد برای پژوهش و توسعه، و پیشگام در آزمایش و اجرا بوده است ولی امروز دیگر گوگل تنها بازیگر این میدان نیست. سرمایه‌داری نظارتی به تندی به فیسبوک و واپس‌تر به مایکروسافت گسترش یافت. شواهد می گویند آمازون هم به همین راه می‌رود؛ آمازون چالشی همیشگی برای اپل بوده است که هم یک تهدید بیرونی برای اپل محسوب می‌شده و هم بحث‌ها و تعارض‌های درونی بسیاری برای اپل ایجاد کرده است.
گوگل به عنوان پیشاهنگ سرمایه‌داری نظارتی عملیات بازاری بی‌پیشینه‌ای را در فضاهای مرزبندی‌نشدهٔ اینترنت به راه انداخته و در این مسیر با موانع قانونی و رقیبان ناچیزی روبه‌رو بوده است. رهبران گوگل، انسجام نظام‌مند کسب و کارهایشان را با چنان سرعت سرسام‌آوری به پیش می‌برند که نه نهادهای دولتی و نه افراد نمی‌توانند به آن‌ها برسند. گوگل همچنین از رویدادهای تاریخی هم سود می‌برد؛ مثل حملهٔ یازده سپتامبر که بعد از آن، دستگاه امنیت ملی تحت تأثیر شوک حمله تمایل داشت توانایی‌های نوپدید سرمایه‌داری نظارتی را تقویت تقلید و میزبانی کند تا دانش کافی و اطمینان‌بخش به دست بیاورد.

## پیشینه
فشارهای اقتصادی سرمایه‌داری، افزایش ارتباطات و نظارت بر فضای مجازی را به سوی بازشدن فضاهای زندگی اجتماعی برای حضور شرکت‌ها هدایت می‌کنند. به این ترتیب، فضای مجازی به سمت سودآوری و/ یا تنظیم عملکرد کاربران سوق پیدا می‌کند. در همین رابطه، جوزف تورو می‌نویسد: «تمرکز قدرت در دست شرکت‌ها، یک واقعیت مستقیم در قلب عصر اطلاعات است.»: 17  سرمایه‌داری بر گسترش سهم زندگی اجتماعی تمرکز می‌کند که امکان گردآوری داده و پردازش اطلاعات را فراهم می‌آورد. این گردآوری و پردازش داده ممکن است پیامدهای چشمگیری بر آسیب‌پذیری و کنترل جامعه و همچنین حریم شخصی داشته باشد. اگرچه ممکن است افزایش گردآوری داده برای فرد و جامعه، خوبی‌های گوناگونی مانند خودبهینه‌سازی (خودبرآوردی)، بهینه‌سازی جامعه (مانند شهر هوشمند)، و خدمات نو یا بهینه‌شده (مانند برنامه‌های کاربردی وب) داشته باشند، اما همچنان گردآوری و پردازش داده با انگیزه اصلی سودآوری و سرمایه‌داری می‌تواند یک خطر ذاتی باشد.
شوشانا زوبف، تولید انبوه سرمایه‌داری صنعتی را در برابر سرمایه‌داری نظارتی قرار می‌دهد. سرمایه‌داری صنعتی، به کارمند یا مصرف‌کننده بودن مردم وابسته بود، اما سرمایه‌داری نظارتی، جمعیت را طعمه و وابسته به خود می‌کند؛ به گونه‌ای که مردم نه کارمند و نه مصرف‌کنندهٔ آن هستند و عمدتاً از رویه‌های آن بی‌خبرند.
او خاطر نشان می‌کند که سرمایه‌داری نظارتی فراتر از زمینهٔ نهادی شرکت‌های خصوصی بهنجار می‌رود و نه‌تنها دارایی‌های نظارتی و سرمایه را در خود جمع می‌کند، بلکه عملکرد و حقوق آن بدون سازوکار معناداری برای گرفتن اجازه است. نظارت، ساختارهای قدرت را به اقتصاد اطلاعاتی جابجا کرده است. این ممکن است به سوی انتقال قدرت فراتر از دولت ملی برود و گونه‌ای شرکت‌سالاری را پدید بیاورد.
الیور استون، سازندهٔ فیلم اسنودن، با اشاره به بازی مکان‌محور پوکمون گو می‌گوید: «پوکمون گو نمونه پیدایش سرمایه‌داری نظارتی است.»
در سال ۲۰۱۴، وینسنت مسکو در تعریف بازاریابی اطلاعات، مشتریان و مشترکان را به عنوان تبلیغ‌کنندهٔ سرمایه‌داری نظارتی معرفی کرد و در کنار آن، به بیان ویژگی‌های دولت نظارتی پرداخت. کریستین فوکس (جامعه‌شناس) دریافت که دولت نظارتی با سرمایه‌داری نظارتی آمیخته است. همانند کریستین فوکس، شوشانا زوبف اطلاع می‌دهد که مفهوم سرمایه‌داری نظارتی، با همکاری بسیار پنهان سازمان‌های اطلاعاتی دولت‌ها بسیار پیچیده‌تر می‌شود. بر پایهٔ گفته تربور شولتس، شرکت‌ها مردم را به چشم خبرچین‌‌هایی برای این گونه سرمایه‌داری نگاه می‌کنند.

## نظریه

### شوشانا زوبف
زوبف در توضیح سرمایه‌داری نظارتی بیان می‌کند:«سرمایه‌داری نظارتی، به‌صورت یک‌جانبه، ادعای مالکیت تجربهٔ انسانی به منزلهٔ مواد خام برای ترجمه به داده‌های رفتاری را دارد. اگرچه بخشی از این داده‌ها برای بهبود محصول یا خدمات به کار می‌رود، بقیهٔ داده‌ها به عنوان ارزش مازاد رفتاری تملک می‌شود و به خورد فرایندهای پیشرفتهٔ صنعتی که به آن هوش ماشینی می‌گویند، داده می‌شود تا به محصولات پیش‌بینی‌کننده بدل شوند و پیش‌بینی کنند که افراد، اکنون، به زودی و جلوتر چه خواهند کرد. در نهایت، این محصولات پیش‌بینی‌کننده در یک بازار جدید پیش‌بینی‌های رفتاری به فروش می‌رسند (بازارهای آینده‌های رفتاری). سرمایه داران نظارتی از این عملیات‌های فروش، پول هنگفتی به جیب زده‌اند؛ چون بسیاری از شرکت‌ها تلاش می‌کنند روی رفتارهای آیندهٔ ما شرط‌بندی کنند. پویا بودن رقابتی این بازارهای نو باعث می‌شود سرمایه داران نظارتی منابع پیش‌بینی‌کننده‌تری برای ارزش مازاد رفتاری بیابند: صداها، شخصیت ها و عواطف ما.»

در نظریهٔ شوشانا زوبف، سرمایه‌داری نظارتی، گونه‌ای بازار تازه، و منطقی خاص از سرمایه انباشته شده است. او در سال ۲۰۱۴، در مقاله‌ای نوشت سرمایه‌داری نظارتی «اصولاً جداشده و گونهٔ استخراج‌کنندهٔ سرمایه‌داری اطلاعاتی» است و مبنای آن، کالاسازی «واقعیت» و تغییر شکل آن به داده رفتاری برای تحلیل و فروش است.
زوبف در مقاله دیگری در سال ۲۰۱۵ (میلادی) پیامدهای این جهش سرمایه‌داری را بررسی کرد. او بین «دارایی‌های نظارتی»، «سرمایه نظارتی»، و «سرمایه‌داری نظارتی» و وابستگی آنها به معماری جهانی واسط رایانه‌ای که «دیگر بزرگ» (به انگلیسی: Big Other) می‌نامد تمایز قائل شد. منظور او از «دیگر بزرگ» یک قدرت توزیع‌شده و تا اندازه زیادی صحبت نشده است که سازوکارهای پنهانی استخراج، کالاسازی، و کنترل اطلاعات را انجام می‌دهد که ارزش‌های پایه مانند آزادی، دموکراسی، و حریم شخصی را تهدید می‌کند.
به گفته زوبف، به همان روشی که یک سده پیش، شرکت فورد موتور و جنرال موتورز، پیشگام سرمایه‌داری مدیریتی و تولید انبوه شدند، در سدهٔ ۲۱ (میلادی) نیز گوگل و پس از آن فیس‌بوک پیشگامان سرمایه‌داری نظارتی هستند و امروز، به شکل غالب سرمایه‌داری اطلاعاتی تبدیل شده‌اند.
شوشانا زوبف در سخنرانی خود در دانشگاه آکسفورد در سال ۲۰۱۶ (میلادی)، سازوکار و کارکردهای سرمایه‌داری نظارتی را شناسایی کرد که از جملهٔ آن‌ها، ساخت «محصولات پیش‌بینی» برای فروش در «بازارهای تازه رفتاری در آینده» هستند. او مفهوم «سلب اختیار با استفاده از نظارت» را معرفی کرد و اظهار داشت که این مفهوم، بنیان‌های سیاسی و روان‌شناسی خودتعیین‌کننده را به چالش می‌کشد؛ زیرا حقوق را در رژیم نظارت متمرکز می‌کند. مفهوم «سلب اختیار با استفاده از نظارت» به «کودتا از بالا» تعبیر شده است.

#### ویژگی‌های کلیدی
کتاب شوشانا زوبف به نام عصر سرمایه‌داری نظارتی، در ۱۵ ژانویه ۲۰۱۹ منتشر شد. این کتاب، بررسی دقیقی دربارهٔ قدرت بی‌سابقهٔ سرمایه‌داری نظارتی و تلاش شرکت‌های قدرتمند برای پیش‌بینی و کنترل رفتار ما است. زوبف، چهار ویژگی اصلی را در منطق سرمایه‌داری نظارتی شناسایی می‌کند که صراحتاً همان چهار ویژگی اصلی اقتصاددان ارشد گوگل هال واریان هستند:
- حرکت به سوی استخراج و تحلیل هرچه بیشتر داده؛
- توسعه اشکال تازه قراردادی با استفاده از نظارت رایانه‌ای و خودکارسازی؛
- تمایل به شخصی‌سازی و سفارشی‌سازی خدمات ارائه شده به کاربران سکوهای رایانش؛
- استفاده از زیرساخت‌های فناوری برای انجام آزمایش‌های پیوسته بر روی کاربران و مشتری‌ها.

#### تحلیل
زوبف، درخواست حریم خصوصی از سرمایه‌گذاران نظارتی یا لابی‌گری برای پایان دادن به نظارت تجاری بر اینترنت را با درخواست از هنری فورد برای ساخت دست‌ساز تک‌تک خودروهای فورد مدل تی مقایسه می‌کند و می‌گوید چنین خواسته‌هایی تهدید وجودی هستند که سازوکارهای پایه‌ای برای ادامه راه بشریت را زیر پا می‌گذارند.
شوشانا زوبف هشدار می‌دهد که ممکن است اصول خودتعیین‌کنندگی به خاطر «نادانی، درماندگی آموخته‌شده، بی‌توجهی، ناراحتی، خوگیری، یا راندگی» از بین بروند و «ما تمایل داشته باشیم به مدل‌های ذهنی، واژگان، و ابزارهای باقی‌مانده از فاجعه‌های گذشته اعتماد کنیم.» با توجه به کابوس حکومت‌های تمامیت‌خواه سدهٔ ۲۰ (میلادی) یا آزمندی‌های انحصارطلبانهٔ سرمایه‌داری عصر طلایی ایالات متحده، اقدام‌های متقابل برای مقابله با آن‌گونه تهدیدات اولیه نه‌تنها کافی نیستند، بلکه حتی به درد مقابله با چالش‌های تازه نیز نمی‌خورند.
او همچنین می‌پرسد: «ما ارباب اطلاعات خواهیم بود یا بردهٔآن؟» و می‌گوید: «اگر قرار باشد آینده دیجیتال، خانه ما باشد ما باید آن را بسازیم.»

### فوستر و مک‌چزنی
اقتصاددانان سیاسی مانند جان بلامی فاستر و رابرت دابلیو مک‌چزنی نیز از عبارت «سرمایه‌داری نظارتی» با معنی متفاوتی استفاده کرده‌اند. در مقاله‌ای که در سال ۲۰۱۴، در مجلهٔ بازدید ماهانه منتشر شد، آن‌ها از این عبارت برای توضیح «نیاز سیری‌ناپذیر به داده» برای تأمین مالی استفاده کردند. آنها نیاز سیری‌ناپذیر را «گمان به رشد بلند مدت دارایی‌های مالی مرتبط با تولید ناخالص داخلی» می‌دانند که در دههٔ ۱۹۸۰ (میلادی) حکومت فدرال ایالات متحده آمریکا و بخش صنعت این کشور آن را معرفی کردند و بعدها در مجتمع نظامی صنعتی و صنعت تبلیغ فرگشت یافت.

## واکنش
بسیاری از سازمان‌ها در حال تلاش برای تأمین آزادی بیان و حقوق حریم شخصی در نظام سرمایه‌داری نظارتی نوین هستند و حکومت‌های گوناگون، قانون حریم خصوصی تصویب کرده‌اند. همچنین قابل درک است که در یک نظم نوین، برای جلوگیری از سوءاستفاده از توانایی‌ها و کاربردهای تازه نظارت گسترده، به ایجاد تغییرات ساختاری نیاز است.
بروس استرلینگ در سخنرانی سال ۲۰۱۴ خود در نهاد استرلکا به نام «مبارزهٔ حماسی اینترنت اشیاء»، توضیح داد که چگونه محصولات مصرفی می‌توانند ابزار نظارتی باشند که زندگی روزانهٔ مردم را زیر نظر می‌گیرند. بروس استرلینگ در آن سخنرانی اتحاد بین شرکت‌های چندملیتی که اینترنت اشیاء را بر پایهٔ سامانه‌های نظارتی توسعه می‌دهند برجسته کرد که سرمایه‌داری نظارتی را تغذیه می‌کنند.
کار هنری سال ۲۰۱۵، تگا برین (به انگلیسی: Tega Brain) و سوریا ماتو (به انگلیسی: Surya Matu) به نام ذره‌های ناجور (به انگلیسی: Unfit Bits) کاربران را تشویق می‌کند که داده‌های تناسب اندام گردآوری‌شده توسط فیتبیتز را خراب کنند. آنها پیشنهاد کردند که برای نمونه، دستگاه‌های پوشیدنی به مترونوم یا چرخ دوچرخه وصل شوند. در سال ۲۰۱۸ (میلادی) برین پروژه‌ای را با سم لاوین (به انگلیسی: Sam Lavigne) به نام عضو تازه (به انگلیسی: New Organ) آغاز کرد که سرگذشت‌های مردم از نظارت‌های برخط و برون‌خط را گردآوری می‌کند.

## ترجمه در ایران
در این حوزه، کتاب عصر سرمایه داری نظارتی، با ترجمهٔ دکتر احسان شاه‌قاسمی، توسط انتشارات علمی و فرهنگی منتشر شده است.